# Sinophorus kasparyani
Sinophorus kasparyani är en stekelart som beskrevs av Sanborne 1984. Sinophorus kasparyani ingår i släktet Sinophorus och familjen brokparasitsteklar. Inga underarter finns listade i Catalogue of Life.